# Universiteit van Peking
De Universiteit van Peking, in de omgangstaal Beida (北大, Běidà) genoemd, is een nationale universiteit in de hoofdstad Peking van de Volksrepubliek China. Het is een grote onderzoeksuniversiteit en maakt deel uit van de C9 Liga, een samenwerkingsverband van negen topuniversiteiten in China.
De universiteit werd opgericht op 11 juni 1898, tijdens de Honderd Dagen Hervorming, onder de naam Centrale Universiteit te Peking (ook bekend als Keizerlijke Hoofdstaduniversiteit). De universiteit bevindt zich in de buurt van de Verboden Stad en het Zomerpaleis.
Prominente studenten aan de universiteit waren onder meer Lu Xun, Zhang Yitang, en Bo Xilai. 
Prominente werknemers van de universiteit waren onder meer Li Dazhao, Chen Duxiu en Mao Zedong, die als assistent-bibliothecaris aan de Universiteit van Peking eerst onder Kropotkin-anarchistische en daarna onder Marxisitsch-nationalistische invloeden kwam, mede door toedoen van Beida-professoren Chen Duxiu en Li Dazhao, met wie Mao Zedong nauw samenwerkte of van wie hij als personeelslid regelmatig seminaires of evenementen bijwoonde (zonder echter zelf als student aan de Universiteit van Peking geimmatriculeerd te zijn).  Mao Zedong zou met deze beide Beida-professoren daarna ook in het kader van de uitbouw van de Chinese Communistische Partij (na de oprichting van de CCP in Shanghai op 23 juli 1921, waar zij als 3 van de 13 oprichters op het eerste nationale CCP-partijcongres aanwezig waren) nog innig blijven samenwerken. 
Verder speelde de universiteit een centrale rol in de oprichting van onder meer de 4 Mei-beweging en het Tiananmen-protest.